# Ambulyx agana
Ambulyx agana är en fjärilsart som beskrevs av Jordan 1929. Ambulyx agana ingår i släktet Ambulyx och familjen svärmare. Inga underarter finns listade i Catalogue of Life.